# Макс Диллон (Новый Человек-паук)
Ма́ксвелл «Макс» Ди́ллон (англ. Maxwell "Max" Dillon), также известный под псевдонимом Эле́ктро (англ. Electro) — персонаж дилогии «Новый Человек-паук» режиссёра Марка Уэбба и фильма «Человек-паук: Нет пути домой» (2021), входящего в медиафраншизу «Кинематографическая вселенная Marvel» (КВМ). Диллон основан на одноимённом злодее комиксов Marvel и был изображён актёром Джейми Фоксом.
В фильме «Новый Человек-паук: Высокое напряжение» 2014 года Макс Диллон представлен как эрудированный инженер-электрик компании «Озкорп», разработавший её энергосистему. Тем не менее, из-за собственной неуверенности в себе, замкнутости, неуклюжести, и наивности, Макс остаётся социальным аутсайдером, не пользующимся уважением среди коллег. В результате несчастного случая он получает способности управлять электричеством, что также отражается на его личности: вместо доброго и простодушного человека Диллон становится дерзким, эгоистичным и высокомерным преступником, вознамерившимся отомстить своему идолу Питеру Паркеру, а также свести счёты с «Озкорп». Для этого он заключает союз с Гарри Озборном, также преданным Пауком и корпорацией. Обесточив весь Нью-Йорк, Макс вновь сталкивается с Человеком-пауком и, по всей видимости, погибает при взрыве электричества, вызванного перегрузкой электроснабжения. Фокс вернулся к роли Диллона в фильме «Человек-паук: Нет пути домой» 2021 года, будучи перенесённым в другую вселенную вместе с четвёркой других антагонистов предыдущих фильмов из-за сорвавшегося магического заклинания. По сюжету, он противостоит Человеку-пауку этой вселенной и его союзниками.
Интерпретация Электро Фокса получила смешанные отзывы от критиков и фанатов Marvel, в частности за отличие образа от первоисточника и клишированность персонажа как такового. Тем не менее, за свою игру Фокс был удостоен номинаций на Teen Choice Awards и Kids’ Choice Awards как «лучший / любимый кинозлодей».

## Создание образа

### Первое появление персонажа
Электро дебютировал в The Amazing Spider-Man #9 (Февраль 1964) и был создан сценаристом Стэном Ли и художником Стивом Дитко. Впоследствии персонаж получил известность как член Ужасающей четвёрки, противостоящей Фантастической четвёрке. Также он выступил первым значимым злодеем Marvel, столкнувшимся с Сорвиголовой. Ко всему прочему, Диллон являлся основателем и лидером суперзлодейской команды под названием Эмиссары Зла.

### Кастинг и исполнение
В октябре 2012 года появились слухи, что главным антагонистом сиквела картины «Новый Человек-паук» 2012 года выступит Электро. Несколько дней спустя информация подтвердилась, а на роль Макса Диллона был выбран актёр Джейми Фокс. В декабре Фокс рассказал о своём участии в проекте, в частности поделившись информацией о редизайне персонажа по сравнению с его аналогом из комиксов, дабы тот выглядел более аутентичным и больше напоминал свою Ultimate-версию.

### Дизайн и визуальные эффекты
При создании образа Электро было применено 20 слоёв компьютерных эффектов молнии. За визуальные эффекты отвечала компания KNB EFX, которой, ко всему прочему, принадлежала идея менять цвет кожи персонажа в зависимости от его настроения. По словам Джейми Фокса, нанесение синего грима занимало в общей сложности 2 или 3 часа. Внешний вид Электро был переработан для «Нет пути домой», создатели которого отказались от облика синего цвета, основанного на Ultimate-версии из «Высокого напряжения» в пользу дизайна, который больше напоминает образ суперзлодея из классической вселенной.

### Анализ личности
Фокс охарактеризовал своего персонажа словом «никто», человеком, который изначально боготворил Человека-паука. В удалённых сценах «Высокого напряжения» появляется мать Макса Диллона, которая, как и всего его знакомые, принижает самооценку сына и всячески эксплуатирует его, из-за чего тот мысленно срывается на неё.

## Биография персонажа

### Становление Электро
Макс Диллон предстаёт как инженер «Oзкорп», страдающий от недостатка внимания и неуверенности в себе. Однажды его спасает Человек-паук, который называет Макса своими «глазами и ушами». С этого момента Макс начинает восхищаться супергероем, считая его своим другом. В день рождения Макса его начальник Алистер Смайт поручает ему починить провода, однако, в результате пренебрежения к технике безопасности со стороны других сотрудников корпорации, Диллон получает сильный удар электрическим током, и случайно падает в ёмкость с генетически модифицированными электрическими угрями. В результате нападения угрей, Макс становится живым конденсатором электричества. Превратившись в электрического мутанта, Макс забредает на Таймс-Сквер, и случайно вызывает короткое замыкание электричества. Человек-паук пытается его успокоить, но Диллон, видя, что все люди смотрят только на Человека-паука, не контролирует себя и, после того, как в него выстреливает снайпер, выпускает весь свой гнев, а заодно и множество мощных электрических разрядов в супергероя, а потом и в людей на Таймс-Сквер. Человек-паук вместе с пожарными обливает его водой и тем самым останавливает новоиспечённого суперзлодея. Его отправляют в больницу для душевнобольных Рэйвенкрофт, где его изучает доктор Кафка. Здесь же Макс Диллон объявляет себя Электро. Его характер резко меняется: вместо робкого и доброго человека появляется злобный и безжалостный суперзлодей. Электро мечтает уничтожить весь Нью-Йорк, и Человека-паука. Гарри Озборн заключает с ним сделку, согласно которой Электро помогает ему найти Человека-паука в обмен на полное обеспечение всей электроэнергией города. Гарри Озборн освобождает Электро из больницы, и даёт ему доступ к оборудованию компании. Пытаясь помешать уходу Питера Паркера и Гвен Стейси из города, он устраивает им ловушку, вызывая короткое замыкание электричества по всему Нью-Йорку, но Человеку-пауку и Гвен удаётся его убить, так как он погибает при взрыве электричества, вызванного перегрузкой электроснабжения.

### Перемещение в другую реальность
После того, как Доктор Стивен Стрэндж произносит заклинание, чтобы все забыли о том, что Питер Паркер — это Человек-паук, заклинание нарушается, из-за чего Электро попадает в абсолютно новую для него реальность. Человеку-пауку этой вселенной не удаётся оставить его, однако Флинт Марко, который тоже прибыл из другой реальности, помогает Питеру, защитив его от молний Электро. Вместе они разрушают передающие башни, тем самым лишая Макса способа подзарядки. Затем Макс вновь принимает свой человеческий облик, а его молнии из синего сменяется на жёлтые. Выясняется, что это из-за того, что в этой вселенной энергия «другая» и более сладкая. Затем его заключают в Санктум Санкторум вместе с другими перемещёнными в эту реальность суперзлодеями, и как выясняется, которые должны были умереть в своих вселенных. Позже Человек-паук освобождает злодеев и уговаривает их позволить ему вылечить их от безумия и предотвратить их смерть. Однако после того, как Зелёный гоблин срывает эксперимент, Электро крадёт арк-реактор Тони Старка и сбегает вместе с остальными злодеями. Получив высокотехнологичный костюм, питаемый арк-реактором, чьи цвета отсылают к версии персонажа из комиксов, Диллон увеличивает свои способности. Затем, после обращения Питера в прямом эфире, Электро вместе с другими злодеями прибывает к Статуе Свободы, где сталкивается с Человеком-пауком и двумя его альтернативными версиями. Ему почти удаётся одолеть их, как на место боя прибывает Доктор Отто Октавиус и обманом побеждает Макса, забрав у него реактор Старка и прикрепив к нему выкачиватель. После потери своих способностей Макс сожалеет о содеянном, называя себя ничтожеством, но Человек-паук, прибывший из его вселенной уверяет его, что это не так, и убеждает его отказаться от суперзлодейства, прежде чем Доктор Стрэндж вернёт Макса Диллона и перемещённых в этот мир героев и вылеченных злодеев в их соответствующие вселенные.

## В других медиа
В игре The Amazing Spider-Man 2 (2014) Макса Диллона / Электро озвучил Майкл Шепперд. Как и в фильме, на котором основана игра, Макс Диллон является инженером «Озкорпа», которого спасает Человек-паук во время нападения на компанию двух конкурирующих банд. Диллон помогает Человеку-пауку предотвратить потенциальную катастрофу, после чего он начинает восхищаться супергероем. В дальнейшем Диллон получает способность управлять электричеством, будучи жертвой несчастного случая. Понимая, что Человек-паук не узнаёт его в его нынешнем состоянии, и опасаясь ареста, он становится преступником Электро. Впоследствии его арестовывают и отправляют в Рейвенкрофт, где он становится одним из нескольких подопытных для экспериментов, финансируемых Кингпином и контролируемых Дональдом Менкеном. В конце концов Диллон сбегает из лечебницы и обесточивает город. Во время противостояния с Человеком-пауком, Диллон рассказывает об экспериментах, которым его подвергли, и обвиняет супергероя в том, что тот не смог спасти его. После битвы с Человеком-пауком Электро терпит поражение и его тело взрывается.

## Критика
Collider поставил его на 5-е место в списке «величайших злодеев фильмов о Человеке-пауке» в 2020 году. Сара Эль-Махмуд из Cinema Blend поместила его на 3-е место среди «злодеев, вернувшихся в „Нет пути домой“».

### Награды и номинации
| Год  | Фильм                                    | Награда             | Категория             | Результат | Ссылка        |
| ---- | ---------------------------------------- | ------------------- | --------------------- | --------- | ------------- |
| 2014 | «Новый Человек-паук: Высокое напряжение» | Teen Choice Awards  | Choice Movie: Villain | Номинация | [ 26 ]        |
| 2015 | «Новый Человек-паук: Высокое напряжение» | Kids’ Choice Awards | Любимый киноактёр     | Номинация | [ 27 ] [ 28 ] |
| 2015 | «Новый Человек-паук: Высокое напряжение» | Kids’ Choice Awards | Любимый злодей        | Номинация | [ 27 ] [ 28 ] |